# Schloss Neunhof

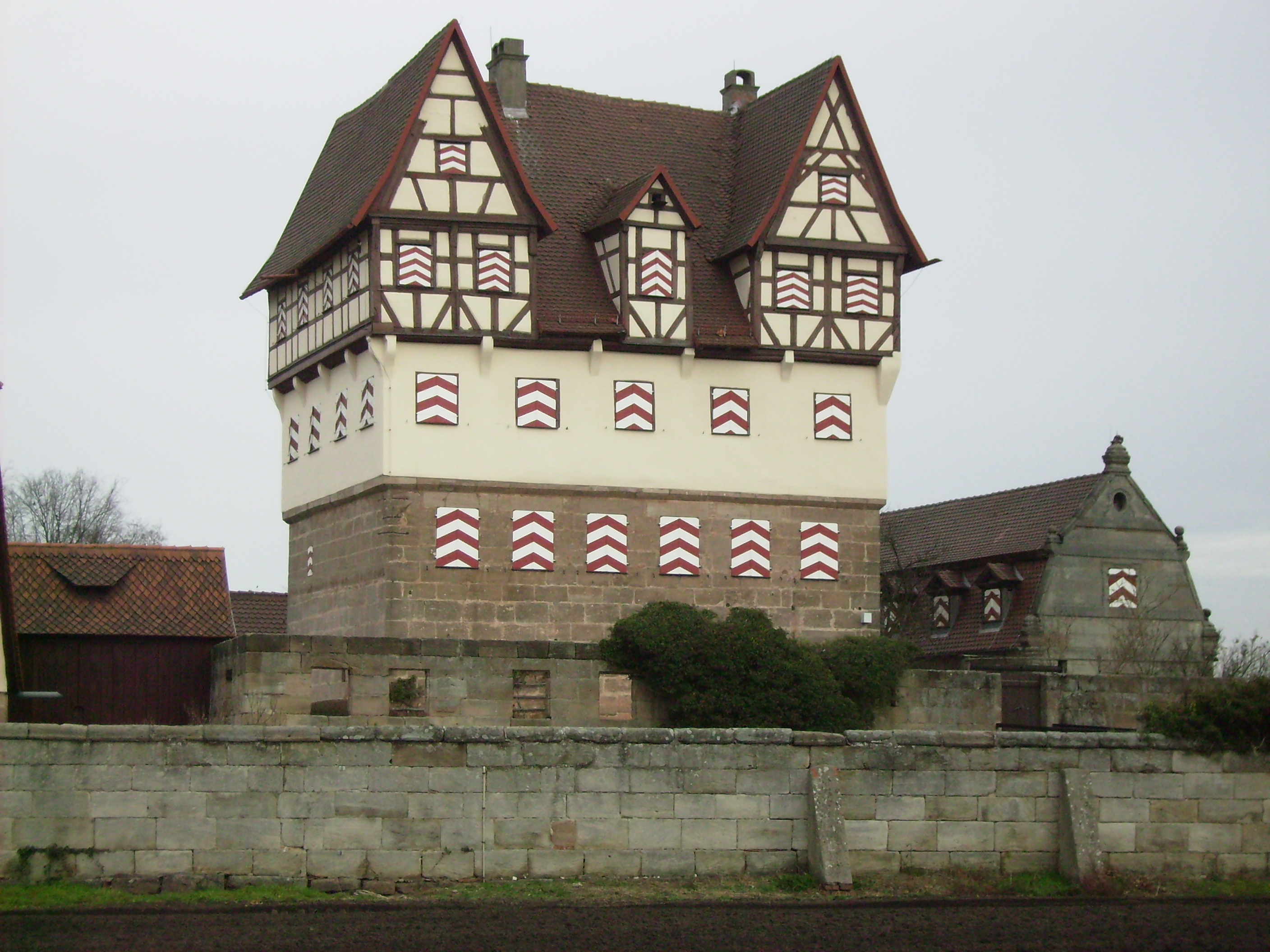
Schloss Neunhof, Südseite (2007)

Schloss Neunhof ist ein ehemaliger Herrensitz am Südrand des gleichnamigen Dorfes Neunhof, das heute ein Stadtteil von Nürnberg ist.
Es handelt sich um den kulturhistorisch wertvollen Idealtypus eines Weiherhauses aus der Zeit um 1500, der später nur geringfügig verändert wurde und dessen Originalausstattung erhalten blieb. Der umgebende Barockpark wurde 1964 und 1978/79 rekonstruiert. Das Schloss ist im Besitz einer gemeinnützigen Stiftung. Zugänglich für die Öffentlichkeit sind das Erdgeschoss mit der Küche, das erste und zweite Obergeschoss sowie von den Nebengebäuden der Pferdestall.
Wegen Sanierungsarbeiten ist das Schloss seit 2013 geschlossen.

## Geschichte

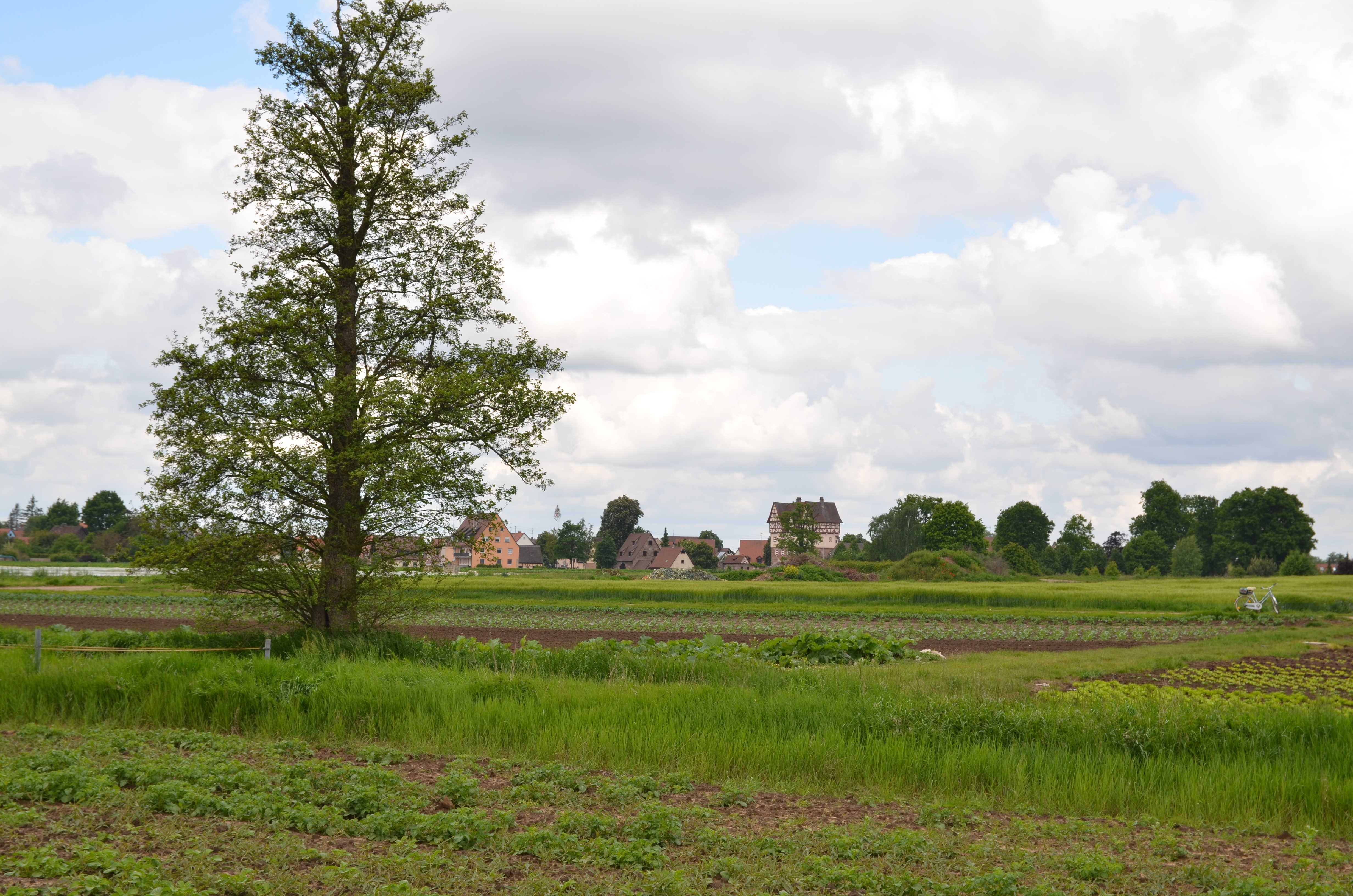
Landschaftsraum um Schloss Neunhof („Knoblauchsland“)

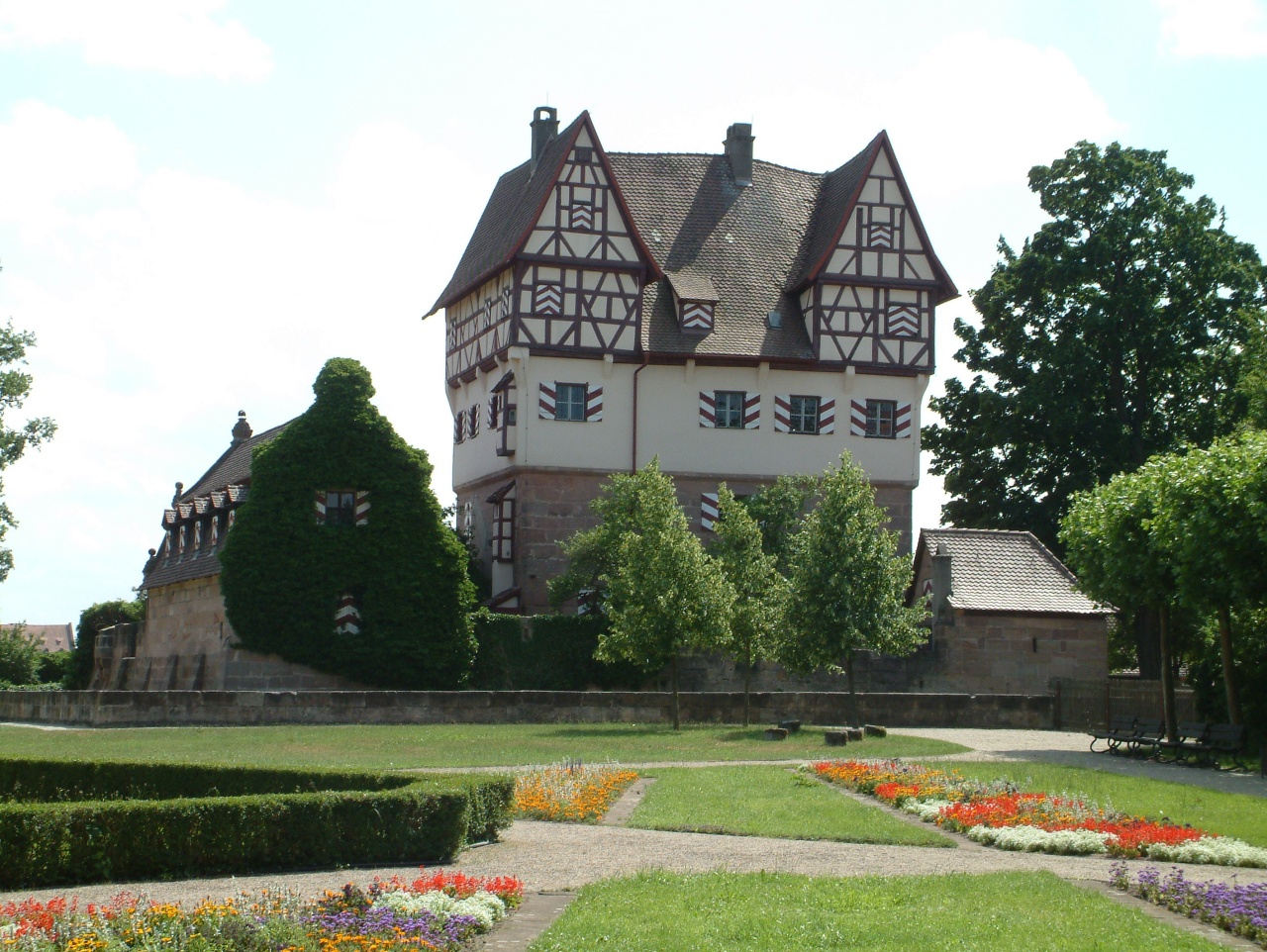
Nordseite (2003)

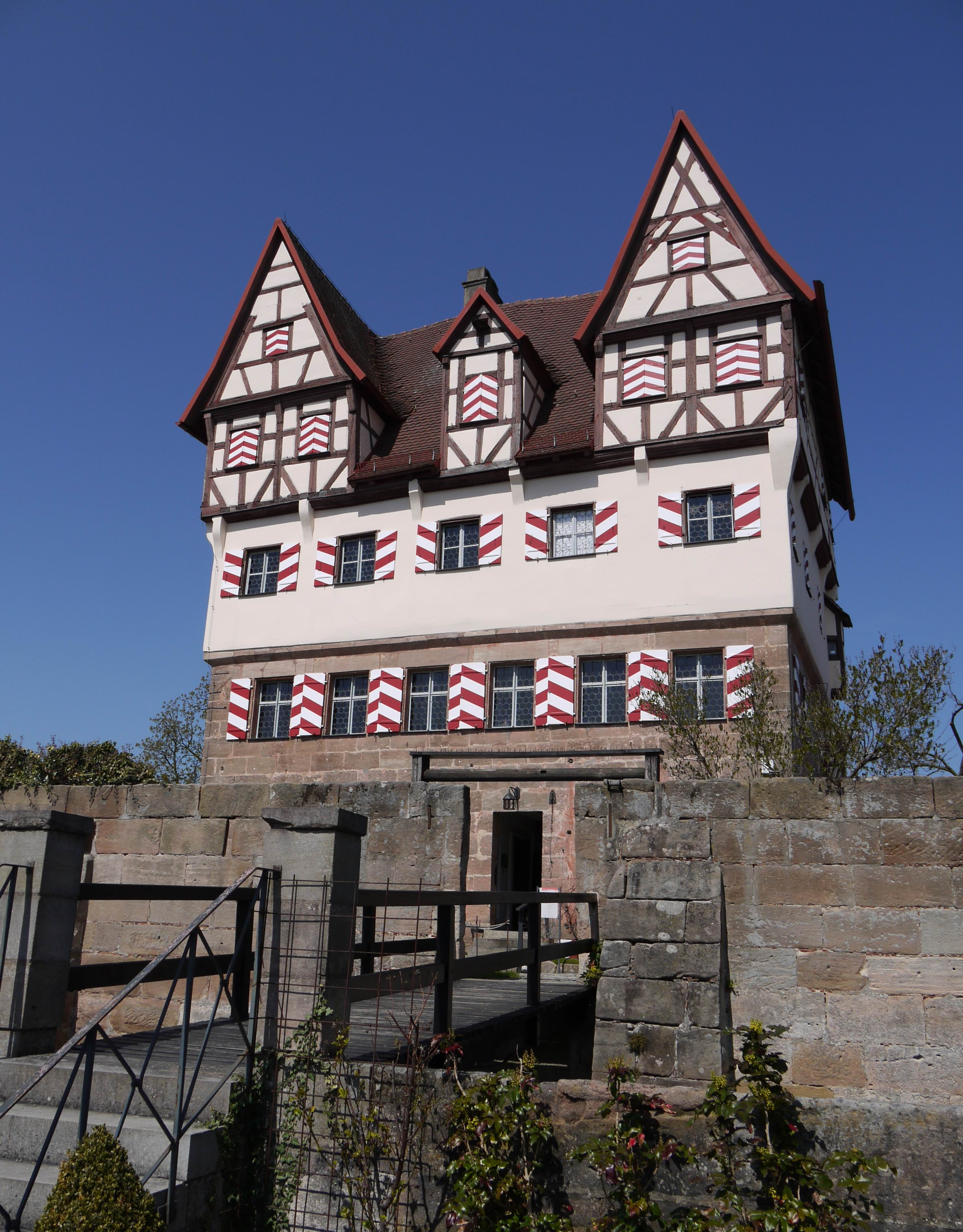
Südseite

Neunhof wird 1246 erstmals erwähnt, als Heinricus de Nova Curia (der sich somit nach dem Ort benannte, was aber noch keinen befestigten Sitz voraussetzt) mit seiner Frau Mechthild von Braunsbach eine Wiese bei Neunhof dem Vorgänger des Nürnberger Klarissenklosters stiftete. Weitere Urkunden ab 1258 lassen eine diverse Lehen- und Eigenherrschaften erkennen, wobei vor allem die Hohenlohe-Brauneck als Erben der Reichsministerialen von Gründlach eine wichtige Rolle spielten. Ab der Mitte des 14. Jahrhunderts erscheinen auch die Ritter Kreß (später Kreß von Kressenstein) erstmals als Besitzer einzelner Höfe und Güter, die seit etwa 1300 den benachbarten Herrensitz Kressenstein in Kraftshof besaßen.
Im Ersten Markgrafenkrieg 1449 wurde der an dieser Stelle stehende Hof stark in Mitleidenschaft gezogen. Das heutige Gebäude wurde um 1479 durch Hans Kreß neu errichtet und mit einem Wassergraben versehen. Das Fachwerk ist nach Methoden der Dendrochronologie auf das Jahr 1479 datiert. Der Herrensitz erhielt zu dieser Zeit sein heutiges Aussehen; er entspricht dem Bautypus des Nürnberger Weiherhauses mit massiven Unter- und Obergeschossen aus Fachwerk. Hans Kreß verpflichtete sich 1482, seine Behausung zu Neunhof (die er mit Genehmigung des Nürnberger Rates „aufgericht und gepawen“ habe) der Reichsstadt zu „öffnen“, d. h. im Kriegsfall zur Verfügung zu stellen, und sie außerdem nur an Nürnberger Bürger zu verkaufen.
Nach dem Tod des Hans Kreß im Jahre 1500 verkaufte die kinderlose Witwe Neunhof 1503 für 800 Gulden an den reichen Nürnberger Kaufmann Georg Fütterer, der ein neues Dach mit Giebel und der Jahreszahl 1508 aufsetzen ließ. Laut Kaufurkunde gehörten ein Brauhaus neben einem Schöpfbrunnen, Wirtschaftsgebäude und ein Garten dazu. Der aus dem Handwerkerstand stammenden Familie Fütterer war es im Laufe des 15. Jahrhunderts gelungen, über Finanzgeschäfte und das Verlagswesen zu erheblichem Wohlstand zu kommen. Der Erwerb eines „standesgemäßen“ Sitzes sollte vermutlich den weiteren sozialen Aufstieg erleichtern. Tatsächlich wurde Georg Fütterer 1504 als Junger Bürgermeister in den Kleinen Rat aufgenommen, 1521 glückte der Familie die Aufnahme ins Nürnberger Patriziat, als übrigens einziger ehemaliger Handwerkerfamilie überhaupt.
Aus einem Beschwerdebrief des Markgrafen aus dem Jahr 1507 geht hervor, dass Georg Fütterer die Befestigungen nach dem Erwerb erheblich ausgebaut hatte. Als daraufhin eine Nürnberger Kommission den Sitz besichtigte, hielt sie in ihrem Bericht fest, dass derselbe zum Zeitpunkt des Erwerbs nur unzureichend durch einen „schlechten liechtzaun“ (einfache Palisaden) und durch ein „kleines gräblein“ gegen die Waldseite gesichert war. Fütterer hatte daher begonnen, „ein mauern zu bauen gerings umb das Burghauß“ und einen Zwinger anzulegen, nach Aussagen des Eigentümers aber „nit zu seiner sonder bevestigung, sonders dem hauß und keller zu gut ... und damit er zu Zeiten auch Fisch drein thuen mög“. Nach einem weiteren Beschwerdebrief des Markgrafen von 1526 soll Fütterer den Sitz „mit einem Steinernen Fuß von Quaterstücken bei 30 schue hoch und 25 über zwerch“ errichtet, „darauf zwei stockwerck stehen gebaut und aufgericht“ haben, „hat auch gute schießlöcher darein gemacht und einen gefütterten graben darum gemacht“. Diese vielleicht nur aus der Ferne geschätzten Maßangaben lassen sich aber mit dem bestehenden Bau nicht in Übereinstimmung bringen. Freitag-Stadler führte die für Neunhof so charakteristischen beiden Zwerchgiebel auf Georg Fütterer zurück, worauf auch die (wohl nicht ursprüngliche) Jahreszahl 1508 in einem der Fachwerkgiebel hinzuweisen scheint. Allerdings datieren dendrochronologische Untersuchungen das Fachwerk zumindest in Teilen auf den Bau von Hans Kreß aus dem Jahr 1479.
Nach Fütterers Tod wurde die Anlage durch die Witwe an die Brüder Thomas und Pankraz Reich für 900 Gulden veräußert. Nachdem die Wirtschaftsgebäude des Schlosses 1552 erneut beschädigt worden waren und Pankraz verstorben war, verkaufte Thomas Reich das Schloss 1557 für 1050 Gulden an Hans Gutteter. Schon 1594 wurde der Besitz erneut nach ausgiebiger Renovierung für 3500 Gulden veräußert. Die neue Besitzerfamilie Koler von Neunhof führte die Renovierung fort. Durch die Ehe der Susanna Koler 1615 mit Johann Wilhelm Kreß von Kressenstein kam der Besitz wieder an die Kreßen.
Im Dreißigjährigen Krieg wurden die Wirtschaftsgebäude 1632 und 1634 verwüstet, das Schloss aber verschont. 1736 renovierte Johann Adam Kreß die Anlage und ließ neue Fenster durchbrechen. Zu dieser Zeit entstand auch die barocke Hauskapelle im zweiten Obergeschoss, die Schrankorgel und der symmetrisch angelegte Barockgarten mit dem Pavillon von Conrad Schön (1740). Die Witwe des 1856 verstorbenen Christoph Wilhelm Karl Kreß von Kressenstein, Anna Helena Katharina von Holzschuher, vererbte Neunhof ihren Nachkommen. Diese verwalteten das Anwesen ab 1871 in Form einer Erbengemeinschaft. Diese Verwaltungsform blieb lange erhalten, stellte sich zuletzt aber nicht mehr als zeitgemäß heraus. 2020 wurde daher die gemeinnützige Stiftung Schloss Neunhof gegründet. Im gleichen Jahr übertrug die Erbengemeinschaft ihre gesamten Besitzanteile an die Stiftung, die nunmehr alleinige Eigentümerin des Anwesens ist.
1960 stellte die Erbengemeinschaft das Schloss dem Germanischen Nationalmuseum in Zusammenarbeit mit dessen damaligen Generaldirektor, Ludwig Grote, für eine museale Nutzung zur Verfügung. Schloss Neunhof wurde daraufhin als Schloss- und Jagdmuseum sowie Zweigstelle des Germanischen Nationalmuseums der Öffentlichkeit zugänglich gemacht. Nach einer erhaltenen Grundrisszeichnung aus der Zeit um 1800 entwickelte der Gartenbaudirektor Theo Friedrich 1962 einen Plan für die Neugestaltung des Barockgartens, um so die einstmals hoch entwickelte Nürnberger Gartenkultur wiederzubeleben. Auf 550 Quadratmetern Fläche entstanden 13 Buchs-Arabesken, deren Eckpunkte durch Sandsteinpodeste und darauf gestellte Kübel mit geschnittenen Buchs-Kegeln akzentuiert sind. 1977 genehmigte der Stadtrat die Planung des großen Schlossgartens, dessen Anlage 1978/79 erfolgte. Es wurde ein Wegeraster mit 5 Rasenkarrees angelegt, in deren Zentrum wieder der oktogonale Sandstein-Pavillon von 1740 steht. Die Rasenstücke wurden von Hecken umsäumt, kastenförmig geschnittene Platanen bildeten Baumreihen. Baumwände sollen den Garten gegen die umgebende Landschaft absetzen und so ein wesentliches Merkmal der Barockgärten wieder in Bewusstsein rufen.
Das Schloss gilt als Musterbeispiel eines Alt-Nürnberger Weiherhauses, das wie durch ein Wunder jeglichen Kriegszerstörungen und entstellenden Umbauten entgangen ist, liebevoll gepflegt wurde und zudem seine originale reiche Innenausstattung eines Patriziersitzes aus dem 16. bis 18. Jahrhundert behalten hat. 2013 wurde es jedoch leider offensichtlich, dass die Statik des Schlosses trotz aller Pflege in den mehr als 500 Jahren seit seiner Errichtung erheblich gelitten hatte. Das historische Dachwerk und die Geschoßdecken waren stark verformt, die innere Struktur des Baus war gestört und unter Putz verborgene Fachwerkbalken waren morsch geworden. Im gleichen Jahr musste die Anlage daher geschlossen werden und kann seither nicht mehr besucht werden. Nur der Schlosspark, der von der Stadt Nürnberg gepflegt wird, ist weiterhin zugänglich. Bis ins Jahr 2021 hinein wurden zahlreiche Untersuchungen zu den Schäden am Schloß durchgeführt, Vermessungsarbeiten vorgenommen, denkmalschutzgerechte Sanierungskonzepte ausgearbeitet, Fördermittel beantragt und vorbereitende Maßnahmen umgesetzt, beispielsweise zum Schutz des Schlossinventars während der Bauarbeiten. Im Herbst 2021 wurde dann mit den eigentlichen Sanierungsarbeiten begonnen, die sich voraussichtlich mindestens bis ins Jahr 2024 erstrecken werden.

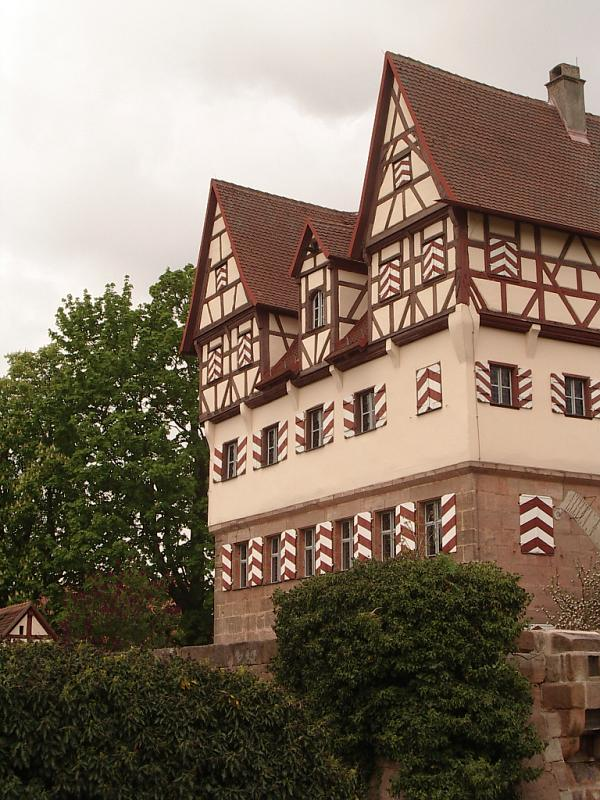
Südost
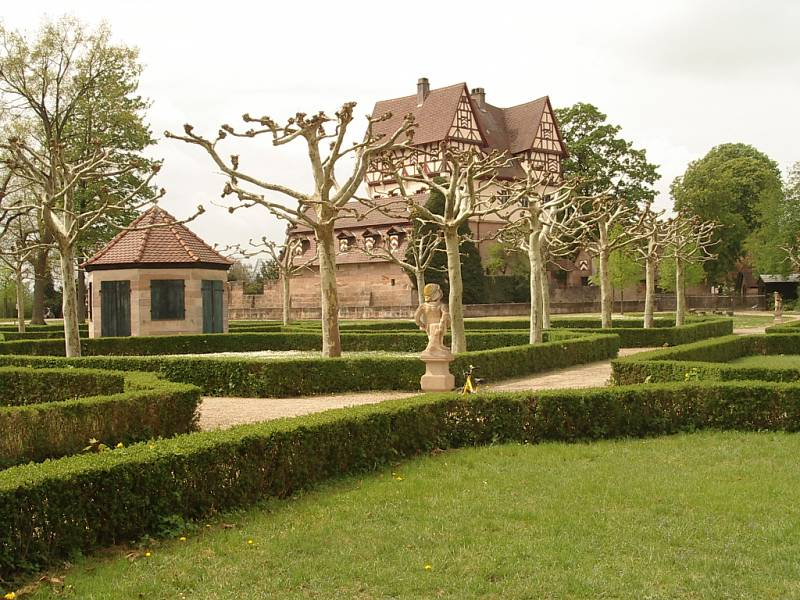
Schloss mit Park von Nordost (2004)
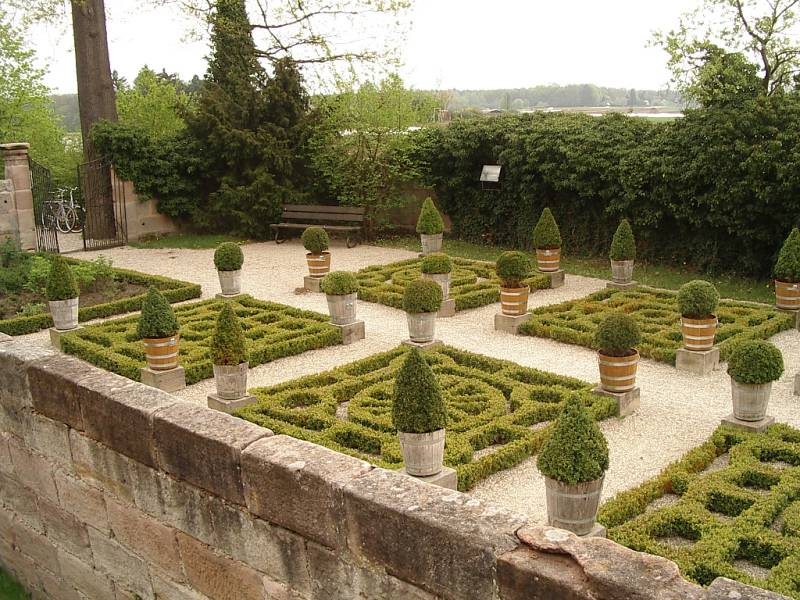
Barockgarten (2004)
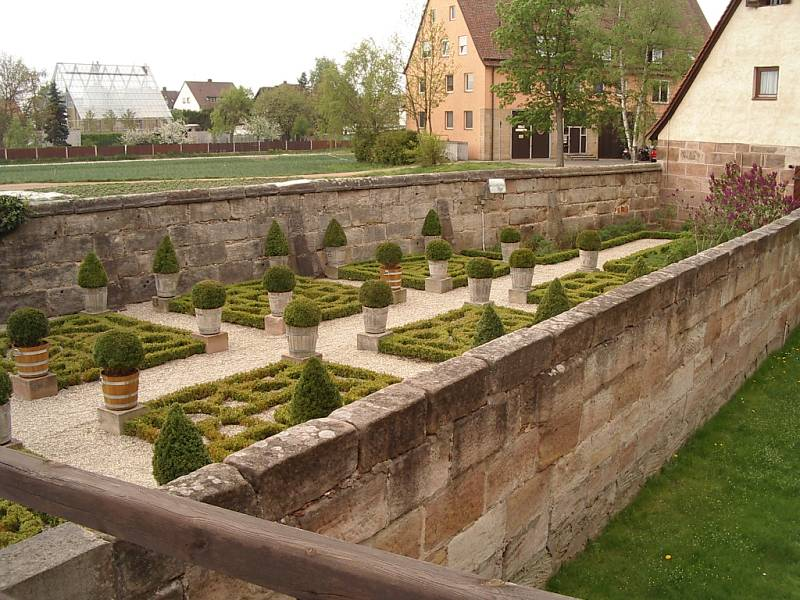
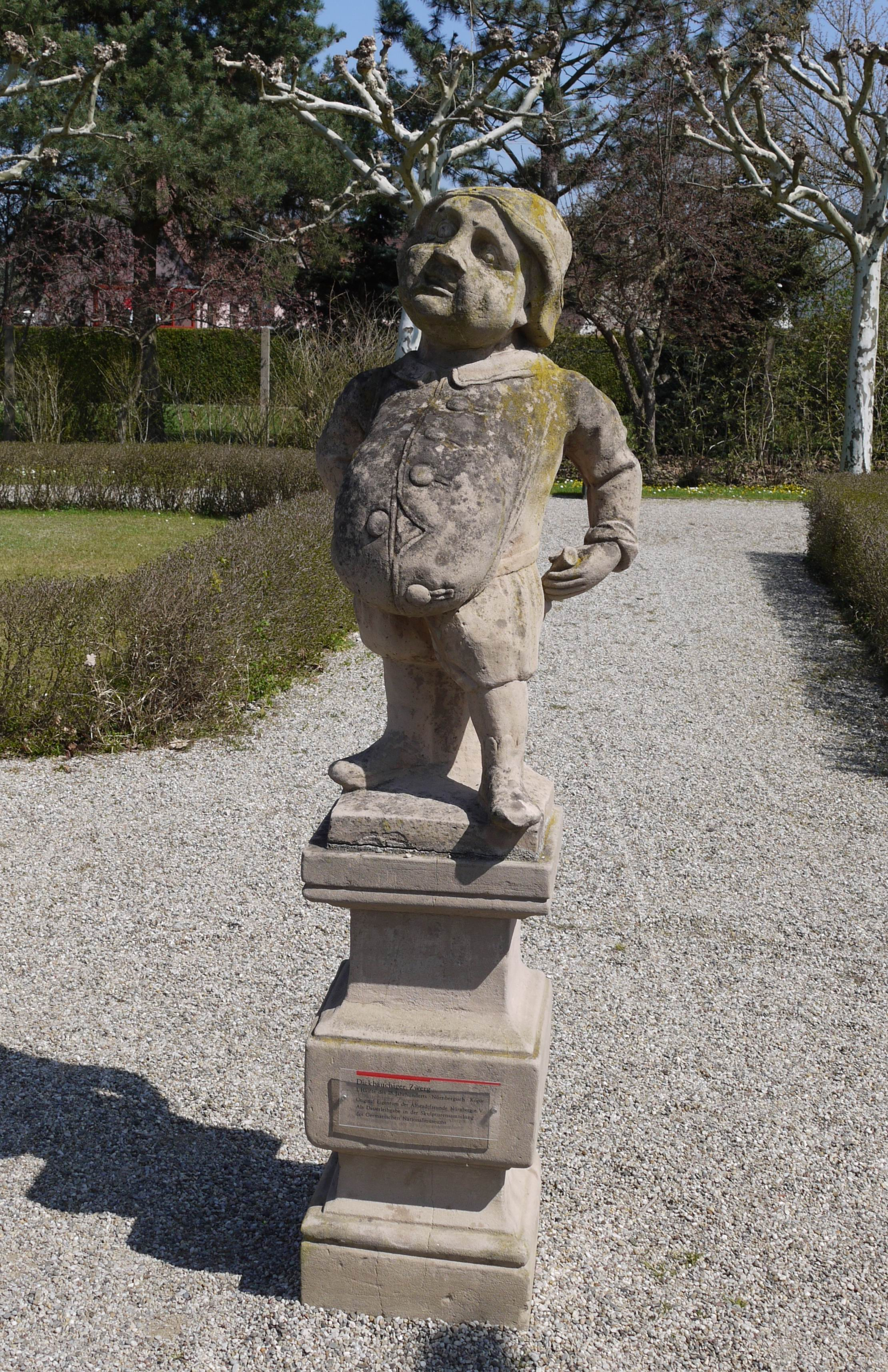
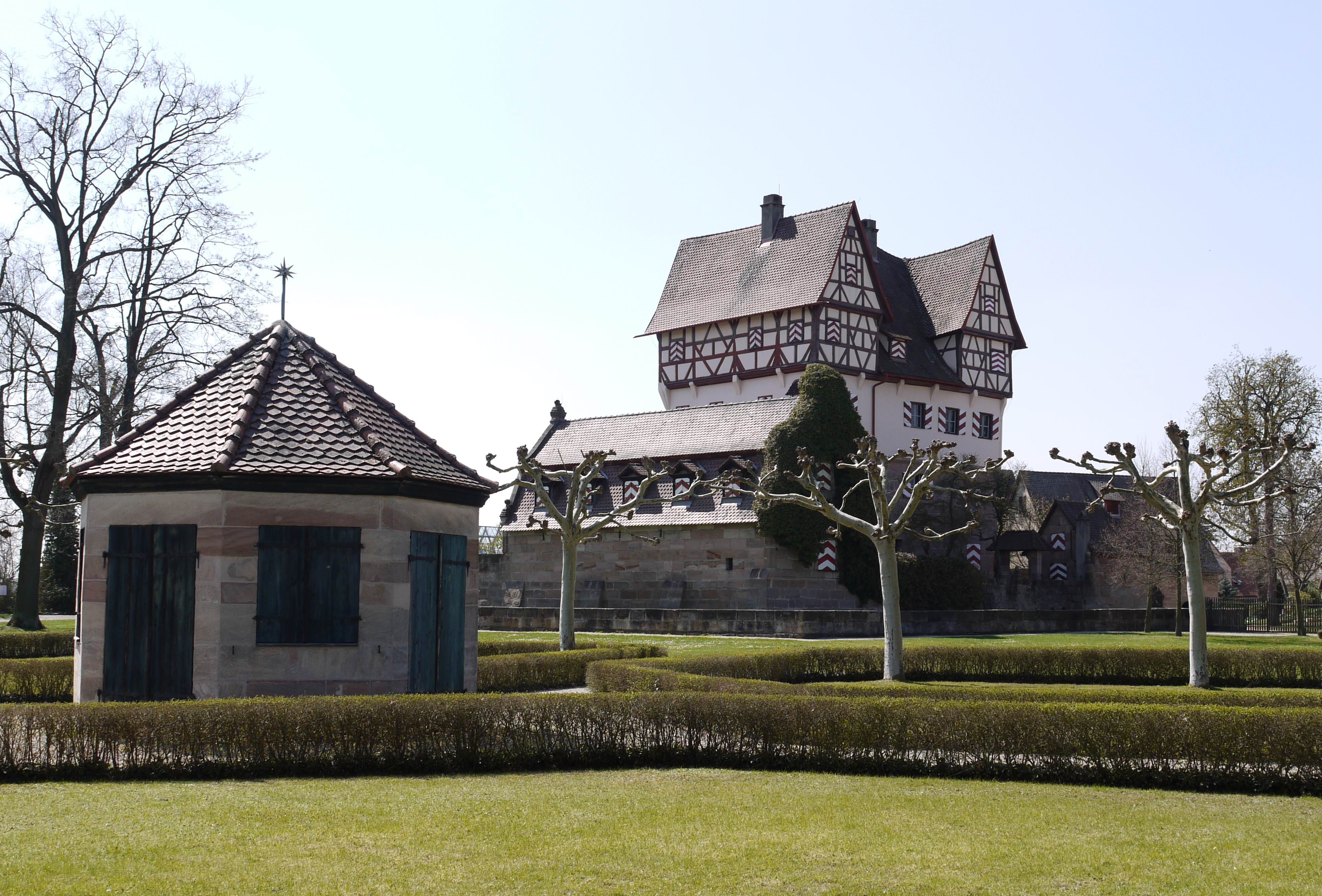